# Багінська Ніна Григорівна
Ніна Григорівна Багінська (біл. Ні́на Рыго́раўна Багі́нская; 30 грудня 1946, Мінськ) — білоруська опозиційна активістка.

## Біографія
Народилася 30 грудня 1946 року в м. Мінську, де сім'я жила на вулиці Якуба Коласа . Навчалася в середній школі № 73. З шкільного віку займалася велоспортом, брала участь в змаганнях і зльотах всесоюзного рівня. В молоді роки, перебуваючи на велопрогулянки, потрапила в аварію, зіткнувшись з автомобілем, результатом чого стала черепно-мозкова травма, яка призвела до посттравматичної епілепсії.
Закінчила Мінський радіотехнічний інститут, спеціальність — монтажник радіоапаратури. Дотримуючись дитячу мрію стати геологом, отримала спеціальність фахівця з розвідки нафтових і газових родовищ в Івано-Франківському інституті нафти і газу.
Працювала геологом в Білоруському науково-дослідному геологорозвідувальному інституті (БелНІГРІ), метою якого був пошук нафти і газу. У той же час стала членом Білоруського народного фронту, в інституті створила місцеве товариство БНФ.
З 1988 року активно бере участь в різних акціях протесту, починаючи з мітингу-реквіума на День поминання предків «Діди». У 1994 році, після приходу до влади в Білорусі О.Г. Лукашенка, була звільнена з інституту за те, що підготувала важливий звіт про свій проєкт білоруською мовою.
Її десятки разів затримували, вона провела в камерах тимчасових ізоляторів не одну ніч. 1 серпня 2014 року її було заарештовано за спалення радянського прапора біля будівлі КДБ у Мінську — в пам'ять спалення в цей день в 1937 році у внутрішньому дворі Мінської в'язниці НКВД десятків тисяч рукописів білоруських діячів культури і подальшого розстрілу їхніх авторів у підвалах «американки» . А в 2015 році — за акцію пам'яті Михайла Жизневського, який загинув на Євромайдані в Україні. Після подій 25 березня 2017 року, коли в Мінську були заарештовані десятки активістів (справа «Білого легіону»), а по всій Білорусії були затримані сотні учасників святкування Дня Волі, Ніна Багінська щодня виходила до будівлі КДБ з біло-червоно-білим прапором і плакатом «Свободу народу» (біл. «Свабоду народу»)
5 квітня 2019 року беру участь у черговій акції в урочищі Куропати, де група активістів перешкоджала так званим «робіт з благоустрою території», під час яких напередодні, 4 квітня, були знесені 30 меморіальних хрестів по периметру братських поховань розстріляних в 1930-і роки. Були затримані політик, співголова БХД Павло Северинець і Ніна Багінська, яка прийшла з великим біло-червоно-білим прапором.
У 2020 році підтримала протестні настрої після президентських виборів 9 серпня, за своє відважне поведінку стала символом протесту. Вона давала інтерв'ю для YouTube-каналу Ксенії Собчак, BBC News, а також журналістам з Швеції, Польщі, Німеччині, Франції. Один з роликів на своєму YouTube-каналі присвятив їй Максим Кац.

## Нагороди
- 2017 рік — нагороджена пам'ятним знаком Віктора Івашкевича
- 2018 рік — перший лауреат медалі імені Сергія Ханженкова (1942—2016), політичного в'язня радянського режиму 1960-70-х